# Maddalena (opéra)
Pour les articles homonymes, voir Maddalena (homonymie).

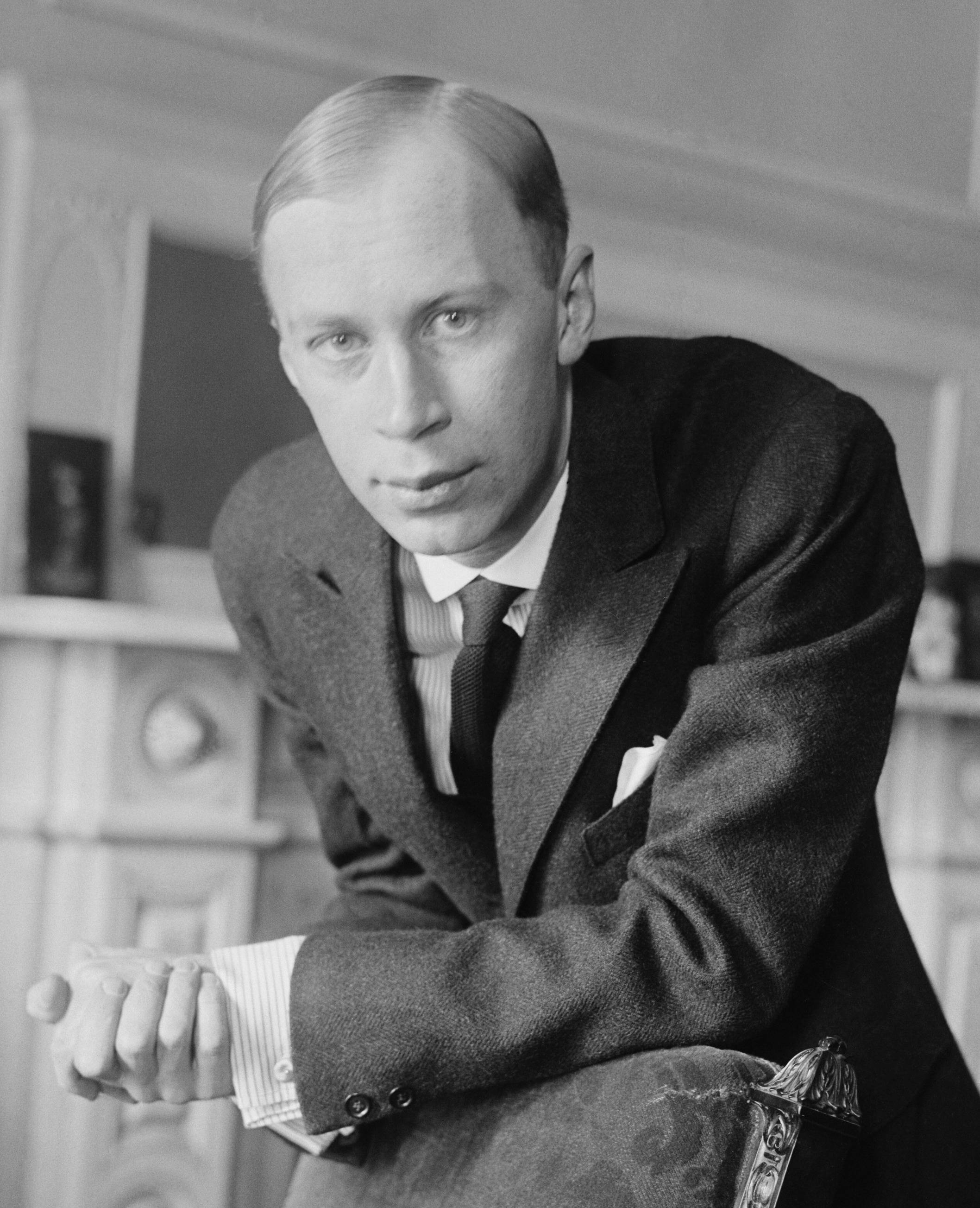
Sergueï Prokofiev vers 1918

Maddalena (russe : Маддалена) est un opéra en un acte de Serge Prokofiev sur un livret du compositeur d'après une pièce de Magda Gustanovna Lieben-Orlov écrite sous son nom d'auteur Baron Lieven et inspirée de la pièce d'Oscar Wilde, Une tragédie florentine (A Florentine Tragedy). Composé en 1911-1913 pendant ses études au conservatoire de Saint-Pétersbourg. Seule la première scène fut orchestrée par l'auteur, les trois autres le furent par Edward Downes en 1979. L'ouvrage est créé le 25 mars 1979 par l'Orchestre philharmonique de la BBC dirigé par Edward Downes.

## Distribution
- Maddalena soprano
- Duenna soprano
- Genaro ténor
- Romeo ténor
- Stenio baryton-basse
- chœur de gondoliers

## Analyse de l'œuvre

### Argument
Maddalena est l'épouse de l'artiste Genaro. Mais elle a une liaison avec l'alchimiste Stenio, l'ami de son époux.
- Prélude
- Scène I
- Scène II
- Scène III
- Scène IV

## Instrumentation
- 3 flutes, piccolo, 2 hautbois, un cor anglais,  2 clarinettes, 1 clarinette basse, 2 bassons, 1 contrebasson, 6 cors, 4 trompettes, 3 trombones, tuba, timbales, tam-tam, cymbales, caisse claire, grosse caisse, triangle, 2 harpes, cordes, chœur d'hommes.